# توماس کورسی همیلتون
توماس کورسی همیلتون (به انگلیسی: Thomas de Courcy Hamilton) (زاده ۱۹ ژوئیه ۱۸۲۵ - درگذشته ۳ مارس ۱۹۰۸) او یک اسکاتلندی بود توانست صلیب ویکتوریا، بالاترین نشان شجاعت در ارتش بریتانیا، را دریافت کند
او ۲۷ ساله بود که کاپیتانی هنگ شصت و هشتم (۶۸)، در ارتش بریتانیا را در جنگ کریمه بر عهده داشت.
او توانست به رتبه سرلشکر دست پیدا کند. او با ماری آن لوسیا باینز در ۸ سپتامبر ۱۸۵۷ در کلیسای ترینیتی ازدواج کرد.
همیلتون در ۳ مارس ۱۹۰۸ در پرستبری نزدیک چلتنم درگذشت.